# Yngve Rollof
Rolf Yngve Rollof, född den 1 september 1914 i Västra Frölunda församling, Göteborgs och Bohus län, död den 14 februari 1998 i Åhus, var en svensk sjömilitär och företagsledare. 
Rollof blev fänrik i flottan 1937, löjtnant 1939, kapten 1945, kommendörkapten av andra graden 1954 och kommendörkapten av första graden 1959. Han hade sjökommenderingar på pansarskepp, kryssaren Gotland och jagare under andra världskriget. År 1953 var Rollof chef på fregatten Ehrenskiöld och vintern 1961–1962 långresechef på minfartyget Älvsnabben. Hans landtjänstgöringar var främst i marinförvaltningen, där han under lång tid ägnade sig åt kontrollverksamheten. Först var han marinens kontrollofficer i Bofors 1949–1951 och därefter chef för vapenavdelningens kontrollkontor 1951–1956 och 1962–1963. Åren 1956–1962 var Rollof chef för artillerisektionen vid Karlskrona örlogsvarv. Han var lärare vid Kungliga Sjökrigshögskolan i artilleri (allmänna kursen), i materiallära och konstruktionslära (artillerikursen). År 1963 lämnade Rollof den aktiva tjänsten i marinen för att bli industriledare i Åhus. Där verkade han till sin pensionering. Under sin tid som chef för artillerisektionen i Karlskrona började Rollof sina forskningar om Sveriges inre vattenvägar. Hans forskningar presenterades först i Tidskrift i sjöväsendet, vars redaktör han då var. Senare omarbetade och kompletterade Rollof materialet och gav ut det i bokform i fyra delar (utkomna 1977–1981). Rollof promoverades 1994 till filosofie hedersdoktor vid Lunds universitet. Han invaldes som ledamot av Örlogsmannasällskapet 1955 och av Krigsvetenskapsakademien 1961. Rollof blev riddare av Svärdsorden 1955. Han vilar på Galärvarvskyrkogården i Stockholm.